# スウェード (バンド)
スウェード（Suede）は、イギリス・ロンドン出身のロックバンドである。

## 概要
1989年結成。
デビュー当時は、ボーカルのブレット・アンダーソンとギターのバーナード・バトラーを中心に、デヴィッド・ボウイやザ・スミスらに影響を受けた耽美的な音楽性で、1990年代のUKロックシーンに衝撃を与え、後のブリットポップのきっかけを作ったとも評価されている。メンバー間の不仲によりバーナードが脱退した後も、新メンバーの加入を経て1990年代を通じて人気を維持した。
アメリカでは同名の女性シンガーから訴訟を起こされたため、The London Suedeと言う名義で活動していた。
2003年に活動休止を発表。メンバーはそれぞれソロ活動を行っていたが、2010年にアルバム『カミング・アップ』期のメンバーで行った一夜限りの再結成ライブが成功したのを機に、本格的に活動を再開している。
2011年にはすべてのオリジナル・アルバムがリマスター盤として再発された。

## 来歴

### バンド結成
1989年にイギリスの田舎町ヘイワーズ・ヒースからロンドンの大学に進学してきたブレット・アンダーソンとマット・オズマンは、当時ブレットのガールフレンドだったジャスティーン・フリッシュマンとともに、バンドを結成する。バンド名はジャスティーンの提案により「Suede」と命名された。その後、『NME』誌に出したギタリスト募集の広告をきっかけに、バーナード・バトラーが加入。ドラムは当初ドラムマシーンで代用したり、元ザ・スミスのマイク・ジョイスや後にエラスティカのメンバーとなるジャスティン・ウェルチが一時参加するなど、なかなか定着しなかったが、1990年にようやくサイモン・ギルバートが加入。1991年にジャスティーンがバンドを脱退するも、その頃からライブ活動で徐々にプレスから注目を浴び始めたスウェードは、1992年に無名のインディーレーベルだったヌード・レコードと契約を結ぶ。

### デビュー
1992年、デビュー・シングル「ザ・ドラウナーズ」のリリースを控えたバンドを、音楽誌『メロディ・メイカー』が「イギリス最高のニュー・バンド」と賞賛したことから、一躍注目を浴びる。同年9月発表のセカンド・シングル「メタル・ミッキー」は全英トップ20入り、1993年2月発表の「アニマル・ナイトレイト」（アミル・ナイトレイトをもじったタイトル）が全英トップテン入りしたことから、インディー・バンドとしては当時異例ながら、全英にテレビ中継されるブリット・アワードに出演が決定。バンドは「アニマル・ナイトレイト」を演奏したが、ブレットはマイクのコードで自らのお尻を繰り返し叩くなど、刺激的なパフォーマンスを披露。それまでスウェードを知らなかった人々にも衝撃を与えた。
1993年3月、ファースト・アルバム『スウェード』をリリース。発売一週目で10万枚を売り上げ、全英1位を獲得。当時のイギリスでのデビュー作最速売り上げを記録し、その年のマーキュリー賞のベスト・アルバム・オブ・ザ・イヤーにも選出された。ブレットの中性的な歌声とバーナードの唸るようなギターのコンビネーションは、ザ・スミスのモリッシーとジョニー・マーの関係にも例えられた。また同性愛・近親姦・獣姦などを扱った刺激的な歌詞や、「大衆を墜落させたい」「僕は男性経験のないバイセクシャルだ」といったブレットの発言、この発言を受けてサイモンが「僕は異性経験のないバイセクシャルだ」と、自らが本物のゲイであることをカミングアウトするなど、スウェード現象はマスコミの報道を通じてますます大きくなっていった。

### バーナード脱退、新メンバーの加入
しかしバーナードは音楽以外の面でも話題になるバンドに対して、とりわけブレットに対して嫌気が差しつつあった。しかしそんな中にあってもセカンド・アルバムのレコーディングは進められ、8分にも及ぶ大作シングル「ステイ・トゥゲザー」は、全英3位と最大のヒットになった。しかしセカンド・アルバム完成直前に、メンバー間の不和は頂点に達し、1994年にバーナードがバンドを脱退することが発表された。
残されたメンバーは活動続行を決意し、バンドは音楽雑誌に匿名で「名の知られたバンドがギタリストを探しています。コクトー・ツインズ、スウェード、ビートルズの影響を受けています」というメンバー募集広告を打ち、600通の応募の中から当時17歳のリチャード・オークスを加えて活動を再開。
1994年10月に発表されたセカンド・アルバム『ドッグ・マン・スター』は、オーケストラの大々的な導入や退廃的な雰囲気を強めた内容が高く評価されたものの、当時はバーナード脱退騒動の影響もあって全英3位までしか上らず、チャートからはすぐに姿を消した。またその直後、オアシスやブラーなどによるブリットポップ・ムーブメントが勃発し、プレスの関心はそういった新人バンド群に集中したことから、スウェードはこの時期「終わったバンド」として見られるようになった。

### 起死回生のヒット作『カミング・アップ』
1996年1月、キーボードにサイモンの従兄弟であるニール・コドリングが加入。この5人編成でレコーディングされたサード・アルバム『カミング・アップ』は、これまでよりも「明るくポップになった」とも評され、先行シングル「トラッシュ」の大ヒットもあって全英1位を獲得。デビュー・アルバムの倍近いセールスを挙げ、スウェード最大のヒット作となった。またアルバムからは「ビューティフル・ワンズ」や「サタデイ・ナイト」など計5曲がシングルカットされ、その全てがトップテン入りした。
1997年にシングルのB面曲を集めた『サイ・ファイ・ララバイズ』を発表（全英9位）。この時ロンドンのみでB面曲のみのスペシャル・ライブもファンクラブで披露された。

### 商業的不振
1999年、アルバム『ヘッド・ミュージック』を発表。ダンス・ミュージックの要素を取り入れるなどの新たな試みが見られたが、前作の爆発的なヒットには及ばず、アルバムの内容も賛否両論となった。『ヘッド・ミュージック』収録時の問題は、以前からのブレットの薬物中毒が悪化したことにあり、後にこの頃の薬物漬けの日々を後悔しているとメンバーはコメントしている。
2000年には5枚目のアルバムのレコーディング・セッションがスタートしたが、2001年にはキーボードのニールが慢性疲労症候群という難病によりバンドを脱退することが発表され、後任に元ストレンジラヴのアレックス・リーが加入。またプロデューサーのトニー・ホッファーとのレコーディングも全てボツにして、新たにスティーヴン・ストリートを起用してレコーディングを再開。このようにアルバム制作が長引くにつれて費用がかさんだことも一因となってか、彼らがデビューから所属していたヌード・レコードが倒産してしまう。
結局バンドは新たにソニーと契約を結び、2002年にアルバム『ニュー・モーニング』を発表。アルバムはそれまでの耽美的な雰囲気は消えて、アコースティック主体で歌詞も前向きなものが増えた。この方向転換は従来のファンから猛烈な反発を受け、全英24位とセールス面でも大きく失敗した。

### 解散
2003年、ベスト・アルバム『シングルズ』を発表。これに合わせて、同年9月にこれまで発表した5枚のアルバムをまるごと1枚演奏していく、というユニークな企画での5夜連続のコンサートを行った。『スウェード』と『ドッグ・マン・スター』の日が特に人気で、チケットには数十万円のプラチナ価格も付いたと言われている。
同年11月、バンドの公式サイトを通じて「当分の間、スウェードの名の下においていかなるプロジェクトも行われることはないだろう」と、活動停止を発表した。同年12月、スウェード最後のライブでブレットは、ファースト・アルバム収録曲をもじって「来世で会おう (See you in the next life)」と言い残して、スウェードの歴史はいったんここで幕を下ろした。

### 解散後の活動
スウェード活動休止すぐに、ボーカルのブレット・アンダーソンは、断絶状態といわれていたバーナード・バトラーとの復縁が伝えられ、2004年にザ・ティアーズを結成。2005年にファースト・アルバム『ヒア・カム・ザ・ティアーズ』を発表。その年の8月にはSUMMER SONICへの出演を果たしたが、アルバムの商業的不振により同年秋にはレーベルから解雇され、予定されていたツアーは全て中止。そしてブレットの自身のソロ活動を追求したいという意向により、ザ・ティアーズはスウェードと同じく活動休止となっている。

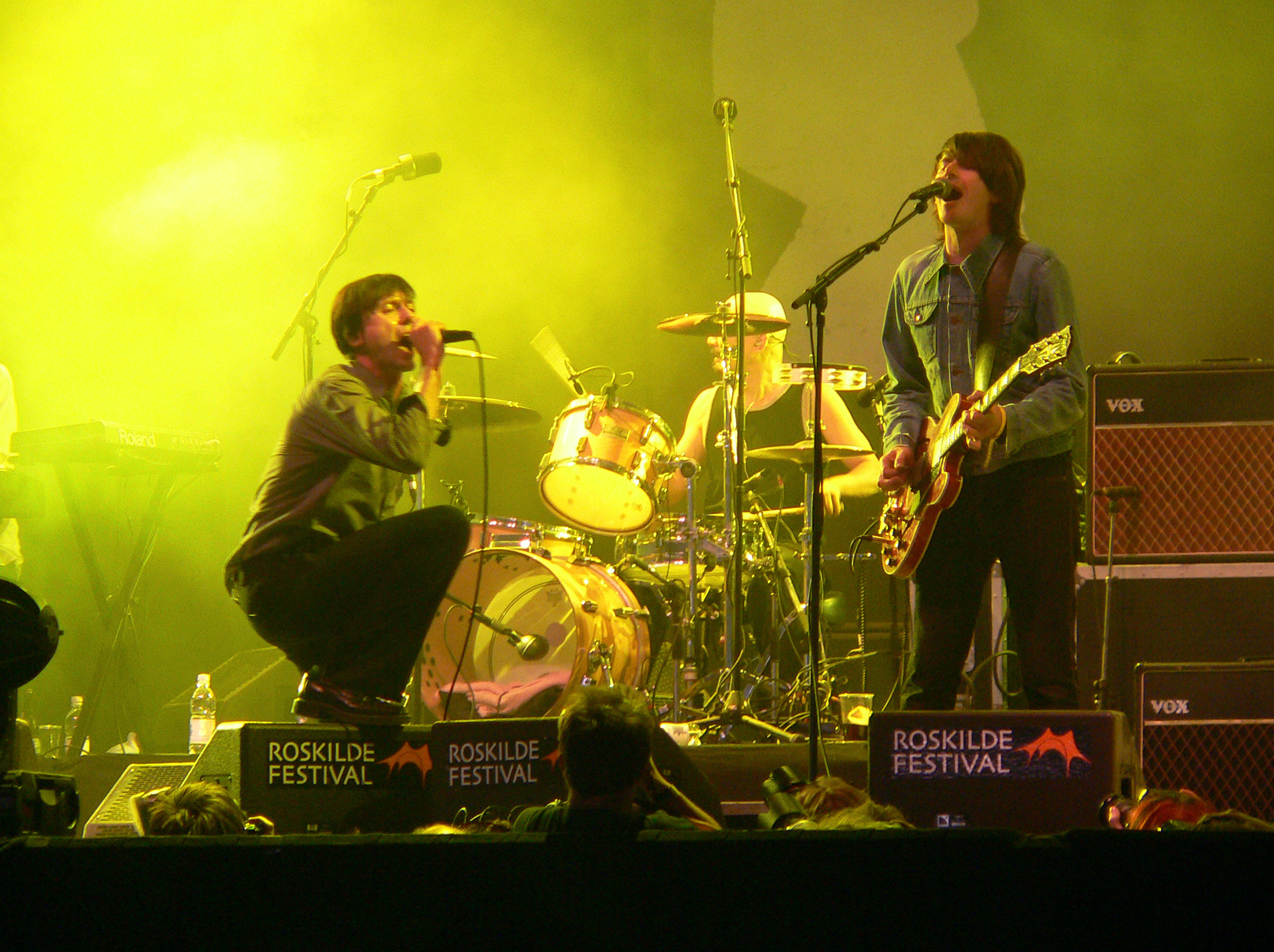
ザ・ティアーズのライブ（2005年）

2007年、ブレットが初のソロ・アルバム『ブレット・アンダーソン』を発表（全英54位）。2008年には自主レーベルから『ウィルダネス』（全英161位）、2009年には『スロー・アタック』（全英174位）と、一年に一枚のハイペースでソロ・アルバムを発表したが商業的成功には恵まれなかった。

### 再結成
ブレットは2007年のインタビューで「バンドの再結成ってのは、かなり哀れだと俺は思うよ。ちょっと絶望的っていうかさ。でも、この台詞に俺自身がしっぺ返しをくらう可能性もあるかもね」と、スウェードやザ・ティアーズの再結成を完全には否定しない発言をする一方で、今後しばらくはソロ活動を続けていく意思も表明していた。
しかし2010年には、チャリティ・コンサートのために『カミング・アップ』期のメンバーで一夜限りの再結成ライブを行うことを発表。ちなみに、この再結成ライブにはバーナードは誘われなかったため参加しなかった。それにもかかわらず、ライブは成功し大好評となったことから、「一夜限り」というのはなかったことにされ、ヨーロッパの各フェスティバルや2万人収容のO2アリーナでライブを行った。ブレットによると、2011年以降も活動は継続されるであろうとのことである。
SUMMER SONIC 2011に出演。
2013年、約10年半ぶりにアルバム、『ブラッドスポーツ』を発表した。

## メンバー

### 現在のメンバー
- ブレット・アンダーソン（Brett Anderson、1967年9月29日- ） - ボーカル
- マット・オズマン（Matt Osman、1967年10月9日- ） - ベース
- サイモン・ギルバート（Simon Gilbert、1965年5月23日- ） - ドラム
- リチャード・オークス（Richard Oakes、1976年10月1日- ） - ギター（1994年加入）
- ニール・コドリング（Neil Codling、1973年12月5日- ） - キーボード（1995年加入、2001年脱退、2010年再加入）

### 旧メンバー
- バーナード・バトラー（Bernard Butler、1970年5月1日- ） - ギター（1994年脱退）
- アレックス・リー（Alex Lee、1970年3月16日- ） - キーボード、ギター（1999年サポート参加、2001年加入、2003年脱退）
- ジャスティーン・フリッシュマン（Justin Frischmann、1969年9月16日- ） - ギター（1992年脱退）

## ディスコグラフィ
＊日付は英国での発売日を示す。「英」とはイギリスの "UK Albums(Singles) Chart" の、「米」はアメリカの "Top Heatseekers" 、「日」は日本のオリコンにおけるチャートの最高位を示す。

### オリジナル・アルバム
|    | 年   | アルバム                                                                                    | 英 | 米 | 日 | ゴールド等認定(UK) |
| -- | ---- | ------------------------------------------------------------------------------------------- | -- | -- | -- | ------------------ |
| 1  | 1993 | スウェード Suede - 発売日：1993年3月29日 - レーベル：Nude                                   | 1  | 14 | 28 | ゴールド           |
| 2  | 1994 | ドッグ・マン・スター Dog Man Star - 発売日：1994年10月10日 - レーベル：Nude                 | 3  | 35 | 39 | ゴールド           |
| 3  | 1996 | カミング・アップ Coming Up - 発売日：1996年9月2日 - レーベル：Nude                          | 1  | 17 | 27 | プラチナム         |
| 4  | 1999 | ヘッド・ミュージック Head Music - 発売日：1999年8月28日 - レーベル：Nude                    | 1  | 25 | 29 | ゴールド           |
| 5  | 2002 | ニュー・モーニング A New Morning - 発売日：2002年9月30日 - レーベル：エピック               | 24 | -  | 59 |                    |
| 6  | 2013 | ブラッドスポーツ Bloodsports - 発売日：2013年3月18日 - レーベル： ワーナー・ミュージック    | 10 | 14 | 42 |                    |
| 7  | 2016 | 夜の瞑想 Night Thoughts - 発売日：2016年1月22日 - レーベル：ワーナー・ミュージック          | 6  | 10 | 34 |                    |
| 8  | 2018 | ザ・ブルー・アワー The Blue Hour - 発売日：2018年9月21日 - レーベル：ワーナー・ミュージック | 5  | -  | 58 |                    |
| 9  | 2022 | オートフィクション Autofiction - 発売日：2022年9月16日 - レーベル：BMG                      | 2  | -  | -  |                    |
| 10 | 2025 | Antidepressants                                                                             |    |    |    |                    |

### コンピレーション・アルバム
|   | 年   | アルバム                                                                           | 英 | 米 | 日 | 補足 |
| - | ---- | ---------------------------------------------------------------------------------- | -- | -- | -- | ---- |
| 1 | 1997 | サイ・ファイ・ララバイズ Sci-Fi Lullabies - 発売日：1997年10月6日 - レーベル：Nude | 9  | -  | -  |      |
| 2 | 2003 | シングルズ Singles - 発売日：2003年10月20日 - レーベル：Nude / コロムビア          | 31 | -  | 67 |      |

### シングル
| -  | 発売年 | シングル                              | 英 | 収録アルバム   |
| -- | ------ | ------------------------------------- | -- | -------------- |
| 1  | 1992   | "The Drowners"                        | 49 | Suede          |
| 2  | 1992   | "Metal Mickey"                        | 17 | Suede          |
| 3  | 1993   | "Animal Nitrale"                      | 7  | Suede          |
| 4  | 1993   | "So Young"                            | 22 | Suede          |
| 5  | 1994   | "Stay Together"                       | 3  | -              |
| 6  | 1994   | "We are the Pigs"                     | 18 | Dog Man Star   |
| 7  | 1994   | "The Wild Ones"                       | 18 | Dog Man Star   |
| 8  | 1995   | "New Generation"                      | 21 | Dog Man Star   |
| 9  | 1996   | "Trash"                               | 3  | Coming Up      |
| 10 | 1996   | "Beautiful Ones"                      | 8  | Coming Up      |
| 11 | 1997   | "Saturday Night"                      | 6  | Coming Up      |
| 12 | 1997   | "Lazy"                                | 9  | Coming Up      |
| 13 | 1997   | "Filmstar"                            | 9  | Coming Up      |
| 14 | 1999   | "Electricity"                         | 3  | Head Music     |
| 15 | 1999   | "She's in Fashion"                    | 13 | Head Music     |
| 16 | 1999   | "Everything Will Flow"                | 24 | Head Music     |
| 17 | 1999   | "Can't Get Enough / Let Go"           | 23 | Head Music     |
| 18 | 2002   | "Positivity"                          | 16 | A New Morning  |
| 19 | 2002   | "Obsessions"                          | 29 | A New Morning  |
| 20 | 2003   | "Attitude"                            | 14 | Singles        |
| 21 | 2013   | "Barriers"                            | –  | Bloodsports    |
| 22 | 2013   | "It Starts and Ends with You"         | –  | Bloodsports    |
| 23 | 2013   | "Hit Me"                              | –  | Bloodsports    |
| 24 | 2013   | "For the Strangers"                   | –  | Bloodsports    |
| 25 | 2015   | "Outsiders"                           | –  | Night Thoughts |
| 26 | 2015   | "Like Kids"                           | –  | Night Thoughts |
| 27 | 2016   | "Pale Snow"                           | –  | Night Thoughts |
| 28 | 2016   | "No Tomorrow"                         | –  | Night Thoughts |
| 29 | 2016   | "What I'm Trying to Tell You"         | –  | Night Thoughts |
| 30 | 2018   | "The Invisibles"                      | –  | The Blue Hour  |
| 31 | 2018   | "Don't Be Afraid If Nobody Loves You" | –  | The Blue Hour  |
| 32 | 2018   | "Life Is Golden"                      | –  | The Blue Hour  |
| 33 | 2018   | "Flytipping"                          | –  | The Blue Hour  |
| 34 | 2018   | "Wastelands"                          | –  | The Blue Hour  |
| 35 | 2022   | "She Still Leads Me On"               | –  | Autofiction    |
| 36 | 2022   | "15 Again"                            | –  | Autofiction    |
| 37 | 2022   | "That Boy On The Stage"               | –  | Autofiction    |

## 来日公演
初来日（Suede Tour 1993）
- 1993年6月30日 日本青年館（東京）
- 1993年7月2日・3日 クラブ・チッタ川崎（神奈川）
- 1993年7月5日 渋谷公会堂（東京）
- 1993年7月6日 サンケイホール（大阪）
- 1993年7月8日 名古屋クラブ・クアトロ（愛知）

2度目の来日（Dog Man Star Tour 1995）
- 1995年3月8日 NHKホール（東京）
- 1995年3月9日 名古屋ダイアモンドホール（愛知）
- 1995年3月10日 大阪厚生年金会館
- 1995年3月12日 仙台電力ホール（宮城）
- 1995年3月13日 新潟フェイズ（新潟）
- 1995年3月14日・15日 五反田ゆうぽうと簡易保険ホール（東京）
- 1995年3月17日 新宿リキッドルーム（東京）

3度目の来日（《BEAT UK '96》）
- 1996年7月28日 POP-STOCK（東京）

4度目の来日（Coming Up Tour 1997）
- 1997年2月25日 大阪IMPホール（大阪）
- 1997年2月26日 ドラムロゴス（福岡）
- 1997年2月27日 名古屋ダイアモンドホール（愛知）
- 1997年3月1日・2日・3日 赤坂ブリッツ（東京）

5度目の来日（Head Music Tour 1999）
- 1999年9月15日 ドラムロゴス（福岡）
- 1999年9月16日 大阪IMPホール（大阪）
- 1999年9月17日 名古屋ダイアモンドホール（愛知）
- 1999年9月19日・20日・21日 赤坂ブリッツ（東京）

6度目の来日（A New Morning Tour 2002）
- 2002年8月16日 J-Wave「Viva Access」（東京）
- 2002年8月17日・18日 サマーソニック フェスティバル・ソニックステージ（東京・大阪）

7度目の来日（A New Morning Tour 2002）
- 2003年1月27日 J-Wave「Viva Access」（東京）
- 2003年1月28日 赤坂ブリッツ（東京）
- 2003年1月29日 渋谷AX（東京）
- 2003年1月30日 FM802（大阪）
- 2003年1月30日 On Air大阪（大阪）

SUMMER SONIC 2011
- 2011年8月13日・14日 ソニックステージ（大阪・東京）

NANO-MUGEN FES 2012
- 2012年10月16日 横浜アリーナ

10年ぶりのジャパンツアー
- 2013年10月7日 ダイヤモンドホール（名古屋）
- 2013年10月9日 なんばハッチ（大阪）
- 2013年10月10日・11日 SHIBUYA-AX（東京）

JAPAN JAM 2014
- 2014年5月4日 新木場STUDIO COAST（東京）

Dog Man Star再現ライブ
- 2014年5月6日 NHK HALL（大阪）
- 2014年5月6日 EX THEATER ROPPONGI（東京）

Night Thoughts再現ライブ
- 2016年8月18日 赤坂BLITZ（東京）

SUMMER SONIC 2016
- 2016年8月20日・21日 ソニックステージ（大阪・東京）

マニック・ストリート・プリーチャーズとのダブルヘッドライナー公演
- 2023年11月18日・19日 Zepp Haneda （東京）